# 不可數集
不可數集（英語：uncountable set）是無窮集合中的一種。一個無窮集合和自然數集之間要是不存在一個双射，那麼它就是一個不可數集。集合的不可数性与它的基数密切相关：如果一个集合的基数大于自然数的基数，那么它就是不可数的。

## 定義
不可数集有许多等价的定義。一个集合{\displaystyle X}是不可数集，当且仅当以下任何一个条件成立：
- 不存在从{\displaystyle X}到自然数集合的单射函数。
- {\displaystyle X}的基数既不是有限的，又不等于{\displaystyle \aleph _{0}}（阿列夫-0，自然数集合的基数）。
- {\displaystyle X}的基数严格大于{\displaystyle \aleph _{0}}。

## 性质
- 如果不可数集{\displaystyle X}是集合{\displaystyle Y}的子集，则{\displaystyle Y}是不可数集。

## 例子
不可数集的最广为人知的例子，是所有实数的集合{\displaystyle \mathbb {R} }；对角论证法证明了这个集合是不可数的。对角论证法也可以用来证明一些其它的集合是不可数的，例如所有自然数的无穷序列的集合（甚至是所有只由0和1所组成的无穷序列的集合），以及自然数集合的所有子集所组成的集合。{\displaystyle \mathbb {R} }的基数通常记为{\displaystyle c}、{\displaystyle 2^{\aleph _{0}}}，或{\displaystyle \beth _{1}}。
康托尔集是{\displaystyle \mathbb {R} }的一个不可数子集。它是一个分形，其豪斯多夫维大于零，但小于一（{\displaystyle \mathbb {R} }的维数是一）。这是以下事实的一个例子：如果{\displaystyle \mathbb {R} }的某個子集有严格大于零的豪斯多夫维，那麼它一定是不可数的。
另外一个不可数集的例子，是所有从{\displaystyle \mathbb {R} }到{\displaystyle \mathbb {R} }的函数的集合。这个集合比{\displaystyle \mathbb {R} }更“不可数”，因为它的基数是{\displaystyle \beth _{2}}，它比{\displaystyle \beth _{1}}还要大。
一个更加抽象的例子，是所有可数序数的集合，记为{\displaystyle \Omega }或{\displaystyle \omega _{1}}。{\displaystyle \Omega }的基数记为{\displaystyle \aleph _{1}}。利用选择公理，可以证明{\displaystyle \aleph _{1}}是最小的不可数基数。于是，实数的基数{\displaystyle \beth _{1}}，要么等于{\displaystyle \aleph _{1}}，要么严格比它大。康托尔是第一个提出{\displaystyle \beth _{1}}是否等于{\displaystyle \aleph _{1}}的问题的人。在1900年，希尔伯特把这个问题作为他的23个问题之一。{\displaystyle \aleph _{1}=\beth _{1}}的陈述现在称为连续统假设，現已知道它獨立于集合论的ZF公理（包括选择公理）。